# Irene Abendroth
Irene Abendroth [á:b'ntro:t] właśc. Irene Thaller von Draga (ur. 14 lipca 1872 we Lwowie, zm. 1 września 1932 w Weidling) – austriacka sopranistka i pedagog muzyczna.
Śpiew studiowała w Wiedniu u Aurelii Jäger-Wilczek i w Mediolanie. W 1888 r. odbyła debiutowy koncert w Karlsbadzie. Jednak prawdziwy debiut na scenie operowej zapewniła sobie rok później w wiedeńskiej Hofoper, gdzie występowała jako stała śpiewaczka od 1894 r. W okresie 1899–1908 koncertowała w operze drezdeńskiej, aby ponownie osiąść w Wiedniu i podjąć się działalności pedagogicznej. Miała w swym ulubionym repertuarze partie z oper Giuseppe Verdiego, Gioacchia Rossiniego, Vincenza Belliniego, Gaetana Donizettiego, Giacoma Meyerbeera i Wolfganga Amadeusa Mozarta. Bardzo ceniła sobie twórczość Giacoma Pucciniego będąc pierwszą w Niemczech odtwórczynią tytułowej roli w Tosce wystawionej w Dreźnie w 1902 r.